# Giancarlo Morelli (rugbista)
Giancarlo Morelli (L'Aquila, 4 gennaio 1959) è un ex rugbista a 15 italiano, in carriera centro nell'Aquila Rugby e internazionale per l'Italia.

## Biografia

### Giocatore
Giocatore nel ruolo di centro, ha esordito nella prima squadra dell'Aquila nel 1976. Per diversi anni, insieme a giocatori di caratura internazionale come Ghizzoni, Cucchiella, Mascioletti e, successivamente,  Bottacchiari, Colella e Pietrosanti, ha costituito la spina dorsale della squadra capace di vincere due volte di seguito il campionato italiano nei primi anni ottanta e di mantenere la squadra ai vertici del campionato nazionale, fornendo numerosi giocatori di rilievo alla nazionale italiana di rugby.
Nei 12 anni in maglia nero-verde, Morelli vinse due scudetti e una Coppa Italia ed è terzo nella classifica delle mete segnate per il suo club (101)  dopo Mascioletti e Ghizzoni; esordì in nazionale nel 1981, contro la Germania. 
Secondo in una dinastia di rugbisti insieme ai fratelli Giorgio e Luca Morelli oltre ai cugini Giulio Morelli, Francesco, Carlo e Massimo Aloisio.

## Palmarès
- Campionati italiani: 2
L'Aquila: 1980-81[3]; 1981-82[3]

- Coppe Italia: 1
L'Aquila: 1980-81